# Seznam hlav vlád Ruska
Toto je seznam hlav vlád Ruska, neboli předsedů vlád Ruska (dnešní terminologií), sestavený v chronologické linii od prvního premiéra Ruského impéria Sergeje Witteho, který do úřadu nastoupil v roce 1905, až do současnosti. Název úřadu se v průběhu doby proměňoval.
Současným předsedou vlády Ruské federace je od 16. ledna 2020 Michail Mišustin.

## Seznam ruských premiérů od roku 1905
Legenda
- T – absolutní pořadí v úřadu
- A – pořadí v úřadu konkrétní státní formy Ruska (Sovětského svazu)

| T                                                              | A   | Jméno                                                                                       | Foto                                | V úřadu od                        | V úřadu do                        | Politická strana                                            | Hlava státu                                                            |
| Předseda Rady ministrů Ruského impéria (1905-1917)             |     |                                                                                             |                                     |                                   |                                   |                                                             |                                                                        |
| 1                                                              | 1   | Sergej Witte                                                                                |                                     | 6. listopadu 1905                 | 5. května 1906                    | —                                                           | Mikuláš II.                                                            |
| 2                                                              | 2   | Ivan Goremykin 1. období                                                                    |                                     | 5. května 1906                    | 21. července 1906                 | —                                                           | Mikuláš II.                                                            |
| 3                                                              | 3   | Pjotr Stolypin                                                                              |                                     | 21. července 1906                 | 18. září 1911                     | —                                                           | Mikuláš II.                                                            |
| 4                                                              | 4   | Vladimir Kokovcov                                                                           |                                     | 18. září 1911                     | 12. února 1914                    | —                                                           | Mikuláš II.                                                            |
| 5                                                              | 5   | Ivan Goremykin 2. období                                                                    |                                     | 12. února 1914                    | 2. února 1916                     | —                                                           | Mikuláš II.                                                            |
| 6                                                              | 6   | Boris Stürmer                                                                               |                                     | 2. února 1916                     | 23. listopadu 1916                | —                                                           | Mikuláš II.                                                            |
| 7                                                              | 7   | Alexandr Trepov                                                                             |                                     | 23. listopadu 1916                | 9. ledna 1917                     | —                                                           | Mikuláš II.                                                            |
| 8                                                              | 8   | Nikolaj Golicyn                                                                             |                                     | 9. ledna 1917                     | 12. března 1917                   | —                                                           | Mikuláš II.                                                            |
| Ministr - Předseda ruské prozatímní vlády (1917)               |     |                                                                                             |                                     |                                   |                                   |                                                             |                                                                        |
| 9                                                              | 1   | Georgij Lvov                                                                                |                                     | 23. března 1917                   | 21. července 1917                 | Konstitučně demokratická strana                             | Alexej Nikolajevič                                                     |
| 10                                                             | 2   | Alexandr Kerenskij                                                                          |                                     | 21. července 1917                 | 8. listopadu 1917                 | Strana socialistů-revolucionářů                             | Alexej Nikolajevič Alexandr Kerenskij                                  |
| Předseda Rady lidových komisařů RSFSR (1917-1946)              |     |                                                                                             |                                     |                                   |                                   |                                                             |                                                                        |
| 11                                                             | 1   | Vladimir Lenin                                                                              |                                     | 9. listopadu 1917                 | 21. ledna 1924                    | KSR(b)                                                      | Lev Kameněv Jakov Sverdlov M. Vladimirskij (úřadující) Michail Kalinin |
| 12                                                             | 2   | Alexej Rykov                                                                                |                                     | 2. února 1924                     | 18. května 1929                   | KSR(b)                                                      | Michail Kalinin                                                        |
| 13                                                             | 3   | Sergej Syrcov                                                                               | Obrázek této osoby není k dispozici | 18. května 1929                   | 3. listopadu 1930                 | VKS(b)                                                      | Michail Kalinin                                                        |
| 14                                                             | 4   | Daniil Sulimov                                                                              |                                     | 3. listopadu 1930                 | 22. července 1937                 | VKS(b)                                                      | Michail Kalinin                                                        |
| 15                                                             | 5   | Nikolaj Bulganin                                                                            |                                     | 22. července 1937                 | 17. září 1938                     | VKS(b))                                                     | Michail Kalinin Andrej Ždanov Alexej Badajev                           |
| 16                                                             | 6   | Vasilij Vachrušev                                                                           | Obrázek této osoby není k dispozici | 29. července 1939                 | 2. června 1940                    | VKS(b)                                                      | Alexej Badajev                                                         |
| 17                                                             | 7   | Ivan Chochlov                                                                               | Obrázek této osoby není k dispozici | 2. června 1940                    | 23. června 1943                   | VKS(b)                                                      | Alexej Badajev Ivan Vlasov (úřadující)                                 |
| 18                                                             | 8   | Alexej Kosygin                                                                              |                                     | 23. června 1943                   | 23. března 1946                   | VKS(b)                                                      | Ivan Vlasov Nikolaj Švernik                                            |
| Předseda Rady ministrů RSFSR (1946-1978)                       |     |                                                                                             |                                     |                                   |                                   |                                                             |                                                                        |
| 19                                                             | 9   | Michail Rodionov                                                                            | Obrázek této osoby není k dispozici | 23. března 1946                   | 9. března 1949                    | VKS(b)                                                      | Nikolaj Švernik Ivan Vlasov                                            |
| 20                                                             | 10  | Boris Černousov                                                                             | Obrázek této osoby není k dispozici | 9. března 1949                    | 20. října 1952                    | VKS(b)                                                      | Ivan Vlasov Michail Tarasov                                            |
| 21                                                             | 11  | Alexandr Puzanov                                                                            | Obrázek této osoby není k dispozici | 20. října 1952                    | 24. ledna 1956                    | VKS(b)                                                      | Michail Tarasov                                                        |
| 22                                                             | 12  | Michail Jasnov                                                                              | Obrázek této osoby není k dispozici | 24. ledna 1956                    | 19. prosince 1957                 | KSSS                                                        | Michail Tarasov                                                        |
| 23                                                             | 13  | Frol Kozlov                                                                                 | Obrázek této osoby není k dispozici | 19. prosince 1957                 | 31. března 1958                   | KSSS                                                        | Michail Tarasov                                                        |
| 24                                                             | 14  | Dmitrij Poljanskij                                                                          | Obrázek této osoby není k dispozici | 31. března 1958                   | 23. listopadu 1962                | KSSS                                                        | Michail Tarasov Nikolaj Ignatov Nikolaj Organov                        |
| 25                                                             | 15  | Gennadij Voronov                                                                            | Obrázek této osoby není k dispozici | 23. listopadu 1962                | 23. července 1971                 | KSSS                                                        | Nikolaj Organov Nikolaj Ignatov Michail Jasnov                         |
| 26                                                             | 16  | Michail Solomencev                                                                          | Obrázek této osoby není k dispozici | 28. června 1971                   | 12. dubna 1978                    | KSSS                                                        | Michail Jasnov                                                         |
| Předseda Rady ministrů RSFSR (1978-1991/1992)                  |     |                                                                                             |                                     |                                   |                                   |                                                             |                                                                        |
| 26                                                             | 16  | Michail Solomencev                                                                          | Obrázek této osoby není k dispozici | 12. dubna 1978                    | 24. června 1983                   | KSSS                                                        | Michail Jasnov                                                         |
| 27                                                             | 17  | Vitalij Vorotnikov                                                                          | Obrázek této osoby není k dispozici | 24. června 1983                   | 3. října 1988                     | KSSS                                                        | Michail Jasnov Vladimir Orlov                                          |
| 28                                                             | 18  | Alexandr Vlasov                                                                             | Obrázek této osoby není k dispozici | 3. října 1988                     | 15. června 1990                   | KSSS                                                        | Vitalij Vorotnikov Boris Jelcin                                        |
| 29                                                             | 19  | Ivan Silajev                                                                                | Obrázek této osoby není k dispozici | 15. června 1990                   | 26. září 1991                     | KSSS                                                        | Boris Jelcin                                                           |
| —                                                              | —   | Oleg Lobov (úřadující)                                                                      | Obrázek této osoby není k dispozici | 26. září 1991                     | 6. listopadu 1991                 | KSSS                                                        | Boris Jelcin                                                           |
| —                                                              | —   | Boris Jelcin Premiér RSFSR z titulu prezidenta RSFSR                                        |                                     | 6. listopadu 1991                 | 25. prosince 1991 21. května 1992 | bezpartijní                                                 | Boris Jelcin                                                           |
| Předseda Rady ministrů – vlády Ruské federace (1991/1992-1993) |     |                                                                                             |                                     |                                   |                                   |                                                             |                                                                        |
| —                                                              | —   | Boris Jelcin ''Premiér Ruské federace z titulu prezidenta Ruské federace                    |                                     | 25. prosince 1991 21. května 1992 | 15. června 1992                   | bezpartijní                                                 | Boris Jelcin                                                           |
| —                                                              | —   | Jegor Gajdar (úřadující)                                                                    |                                     | 15. června 1992                   | 14. prosince 1992                 | bezpartijní                                                 | Boris Jelcin                                                           |
| 30.                                                            | 1.  | Viktor Černomyrdin                                                                          |                                     | 14. prosince 1992                 | 25. prosince 1993                 | bezpartijní                                                 | Boris Jelcin                                                           |
| Předseda vlády Ruské federace (1993-současnost)                |     |                                                                                             |                                     |                                   |                                   |                                                             |                                                                        |
| 30.                                                            | 1.  | Viktor Černomyrdin                                                                          |                                     | 25. prosince 1993                 | 23. března 1998                   | Náš dům Rusko                                               | Boris Jelcin                                                           |
| —                                                              | —   | Boris Jelcin (úřadující)                                                                    |                                     | 23. března 1998                   | 23. března 1998                   | bezpartijní                                                 | Boris Jelcin                                                           |
| 31.                                                            | 2.  | Sergej Kirijenko (úřadující 23. března 1998 — 24. dubna 1998)                               |                                     | 23. března 1998                   | 23. srpna 1998                    | bezpartijní                                                 | Boris Jelcin                                                           |
| —                                                              | —   | Viktor Černomyrdin (úřadující)                                                              |                                     | 23. srpna 1998                    | 11. září 1998                     | Náš dům Rusko                                               | Boris Jelcin                                                           |
| 32.                                                            | 3.  | Jevgenij Primakov                                                                           |                                     | 11. září 1998                     | 12. května 1999                   | bezpartijní                                                 | Boris Jelcin                                                           |
| 33.                                                            | 4.  | Sergej Stěpašin (úřadující 12. května 1999 — 19. května 1999)                               |                                     | 12. května 1999                   | 9. srpna 1999                     | bezpartijní                                                 | Boris Jelcin                                                           |
| 34.                                                            | 5.  | Vladimir Putin 1. období (úřadující 9. srpna 1999 — 16. srpna 1999)                         |                                     | 9. srpna 1999                     | 7. května 2000                    | bezpartijní                                                 | Boris Jelcin Vladimir Putin (úřadující)                                |
| 35.                                                            | 6.  | Michail Kasjanov (úřadující 7. května 2000 — 17. května 2000)                               |                                     | 7. května 2000                    | 24. února 2004                    | bezpartijní                                                 | Vladimir Putin                                                         |
| —                                                              | —   | Viktor Christěnko (úřadující)                                                               |                                     | 24. února 2004                    | 5. března 2004                    | bezpartijní                                                 | Vladimir Putin                                                         |
| 36.                                                            | 7.  | Michail Fradkov (úřadující 7. května 2004 — 12. května 2004, 12. září 2007 — 14. září 2007) |                                     | 5. března 2004                    | 14. září 2007                     | bezpartijní                                                 | Vladimir Putin                                                         |
| 37.                                                            | 8.  | Viktor Zubkov (úřadující 7. května 2008 — 8. května 2008)                                   |                                     | 14. září 2007                     | 8. května 2008                    | bezpartijní                                                 | Vladimir Putin Dmitrij Medveděv                                        |
| 38.                                                            | 9.  | Vladimir Putin 2. období                                                                    |                                     | 8. května 2008                    | 7. května 2012                    | bezpartijní Předseda Jednotného Ruska, kterého nebyl členem | Dmitrij Medveděv                                                       |
| —                                                              | —   | Viktor Zubkov (úřadující)                                                                   |                                     | 7. května 2012                    | 8. května 2012                    |                                                             | Vladimir Putin                                                         |
| 39.                                                            | 10. | Dmitrij Medveděv                                                                            |                                     | 8. května 2012                    | 16. ledna 2020                    | Jednotné Rusko                                              | Vladimir Putin                                                         |
| 40.                                                            | 11. | Michail Mišustin                                                                            |                                     | 16. ledna 2020                    | úřadující                         | bezpartijní                                                 | Vladimir Putin                                                         |